# Boileau (prémétro de Bruxelles)
Pour les articles homonymes, voir Boileau.
Boileau est une station du prémétro de Bruxelles desservie par les lignes 7 et 25 du tramway de Bruxelles située à Bruxelles, sur la commune d'Etterbeek.

## Situation
La station est située sous le boulevard Saint-Michel et est nommée d'après l'avenue Boileau d'Etterbeek, elle-même hommage à l'écrivain Nicolas Boileau.
Extrémité sud de l'axe Grande ceinture du prémétro de Bruxelles, elle est située entre les stations Montgomery et Pétillon des lignes 7 et 25 du tramway de Bruxelles.

## Histoire
La station est mise en service le 30 janvier 1975.

## Service aux voyageurs

### Accès
La station compte cinq accès :
- Accès no 1 : situé à l'angle du boulevard Saint-Michel et de la rue de l'escadron (accompagné d'un escalator) ;
- Accès nos 2, 3 et 4 : situé au croisement du boulevard Saint-Michel et de la rue du Père Eudore Devroye (accompagné d'un escalator pour le dernier).
- Accès no 5 : situé à l'angle du boulevard Saint-Michel et de l'avenue Boileau (accompagné d'un escalator).

### Quais
La station est de conception classique, avec deux voies encadrées par deux quais latéraux.

### Intermodalité
La station est desservie par la ligne 36 des autobus de Bruxelles.
À 200 mètres à l'ouest se trouve la station Thieffry de la Ligne 5 du métro de Bruxelles.

### Projet
Dès l'automne 2024, la ligne 11 sera mise en service et circulera entre Esplanade et Boondael Gare via l'axe Grande Ceinture.